# Louis-Philippe de Ségur
 (janvier 2020).
Si vous disposez d'ouvrages ou d'articles de référence ou si vous connaissez des sites web de qualité traitant du thème abordé ici, merci de compléter l'article en donnant les références utiles à sa vérifiabilité et en les liant à la section « Notes et références ».
Pour les articles homonymes, voir Ségur (homonymie).
Louis Philippe, marquis et comte de Ségur (né le 10 septembre 1753 à Paris et mort le 28 août 1830 dans la même ville), est un gentilhomme français d'orientation libérale, officier de la révolution américaine, diplomate, homme politique, historien, poète, mais également chansonnier et goguettier. Jusqu'à la Révolution haïtienne (1791-1804), il possède avec son frère Joseph-Alexandre une grande plantation sucrière à la Croix-des-Bouquets, dans la colonie de Saint-Domingue.

## Biographie
Louis-Philippe de Ségur est le fils ainé du maréchal de Ségur (1724-1801), ministre de la Guerre de Louis XVI, et de Louise Anne de Vernon, créole de Saint-Domingue.

### L'Ancien régime

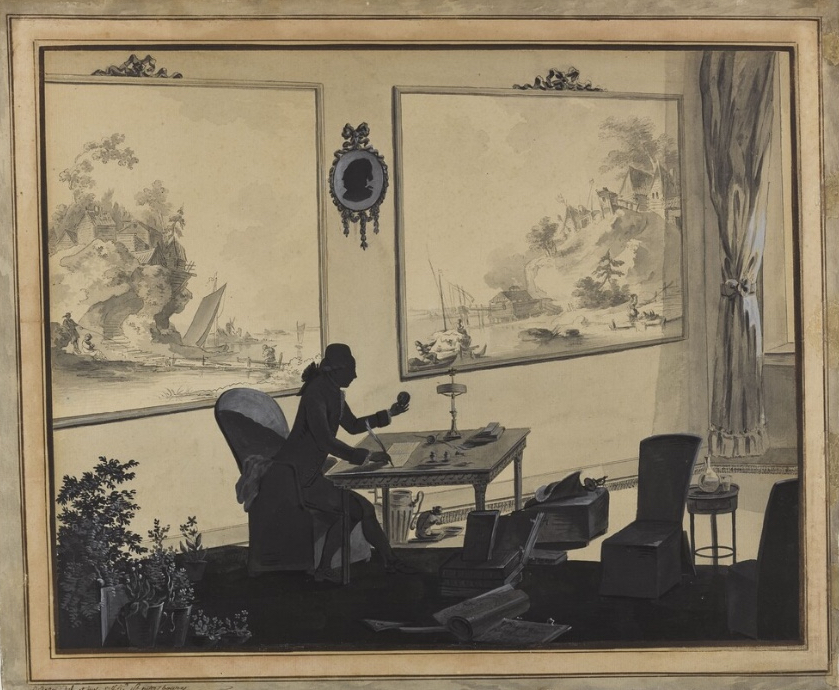
Portrait en silhouette du comte Louis-Philippe de Ségur.

Il suivit ses études à l'université de Strasbourg, où il reçut les leçons du pasteur Koch, rentra dans la carrière des armes et devint sous-lieutenant au régiment mestre de camp général en 1769, capitaine en 1772, et colonel en second du régiment d'Orléans en 1776. Il fréquentait fort assidûment Mme du Deffand et les beaux esprits du temps, et se lia avec Laharpe, Marmontel et Voltaire.
Il s'enthousiasme pour la révolution américaine. Le 10 mai 1782, il écrit dans une lettre : «Quoique jeune, j'ai déjà passé par beaucoup d'épreuves et je suis revenu de beaucoup d'erreurs. Le pouvoir arbitraire me pèse. La liberté pour laquelle je vais combattre m'inspire un vif enthousiasme, et je voudrais que mon pays pût jouir de celle qui est compatible avec notre monarchie, notre position et nos mœurs ». En 1783, Ségur suit Rochambeau en Amérique, avec le grade de colonel des dragons de Ségur.
Après avoir travaillé quelques mois avec son père au ministère de la Guerre, il est nommé, en octobre 1784, ambassadeur de France en Russie où il ne tarde pas à être apprécié de Catherine II ; il lui adresse des épîtres et compose des pièces galantes pour son théâtre particulier. Il l'accompagne en Crimée en 1787, et profite de ce voyage, dont il a publié une relation, pour cimenter entre la France, la Russie, l'Autriche et l'Espagne, une alliance tendant au démembrement de la Turquie. Ce projet ayant échoué par Louis XVI, Ségur revient en France en novembre 1789.

### La Révolution (1789-1799)
Il se mêle au mouvement politique, se montre partisan des idées nouvelles et est élu député suppléant aux États généraux de 1789.
En mars 1791, il est nommé, à la place du cardinal de Bernis, ambassadeur à Rome, mais le pape refuse de le recevoir. Il obtient, à son retour, le grade de maréchal de camp et est envoyé à Berlin, avec la mission de détacher la Prusse de la ligue conclue à Pillnitz. Mais le roi Frédéric-Guillaume II de Prusse ayant appris que Ségur apportait trois millions pour se rendre favorables les ministres et les favoris, lui tourne brutalement le dos le jour où il lui présente ses lettres de créance, le 12 janvier 1792. À quelques jours de là, Ségur est grièvement blessé en duel ; il doit quitter Berlin au mois de mars suivant, refuse le portefeuille des Affaires étrangères que lui offrit le roi, et se retire à Chatenay, près de Sceaux, où il vécut dans la retraite pendant la plus grande partie de la Révolution.
Écrivant des ouvrages historiques, il reste prudent et se garde de tous les publier. En particulier, en 1790, il commente les ouvrages de Favier[réf. nécessaire] et les publie sous le nom de Politique des cabinets de l'Europe ; il réussit à convaincre Mirabeau, contre l'avis de Favier, de la nécessité de secourir l'Espagne contre l'Angleterre en application du « Pacte de famille » de 1761.
De 1796 à la fin de 1801, il participe aux activités de la société chantante des diners du Vaudeville, où il figure comme « Ségur ainé », au côté de son frère Joseph-Alexandre de Ségur, 
« Ségur jeune ».

### Le Consulat et l'Empire (1800-1814)
En 1801, il devient député au Corps législatif et courtise le Premier Consul. Spirituel, il justifie un jour un retard qui a irrité Bonaparte par un « embarras de rois », car il y avait six rois étrangers à Paris à ce moment-là[réf. nécessaire]. En 1802, il entre au conseil d'État. Nommé membre de l'Académie française en 1803, il est comblé d'honneurs à l'avènement de l'Empire : il est nommé Grand-Maître des cérémonies et fait successivement Grand aigle de la Légion d'honneur, ce qui correspond à la dignité actuelle de Grand Croix, Grand officier civil de la couronne (Grand maître des cérémonies de France), comte de l'Empire, enfin sénateur. À partir de 1806, il participe à la société chantante du Caveau moderne, sans son frère, mort l'année auparavant, en 1805.

### La Restauration, les Cent-Jours et la monarchie de Juillet (1814-1830)
Lors du retour de Louis XVIII en 1814, il va saluer le roi à Compiègne et est fait pair de France. Il revient à Napoléon sous les Cent-Jours, défendant les droits de Napoléon II et se proposant comme compagnon pour Sainte-Hélène, ce qui lui est refusé. À son retour après Waterloo, Louis XVIII ferme les yeux sur ses hésitations et le maintient à la Chambre des pairs, où il défend des idées libérales.
Franc-maçon, il est officier d'honneur du Grand Orient de France et grand commandeur du Suprême Conseil de France de 1822 à 1825, dont il garde le titre comme honoraire jusqu'à sa mort.
En 1826, dans le cadre de l'indemnisation par la république d'Haïti des anciens propriétaires français d'esclaves, en tant qu'ancien propriétaire de plantation et d'esclaves, Louis-Philippe touche la somme de 54 143 francs or en dédommagement de la perte de ses bien causée par la Révolution haïtienne,.
En 1830, il se rallie à Louis-Philippe Ier, son cousin, dont il voit l'avènement avec joie. Mais il meurt peu de temps après, en août 1830.
Les papiers personnels de Louis-Philippe de Ségur et de son fils Philippe-Paul de Ségur sont conservés aux Archives nationales sous la cote 36AP.

## Famille

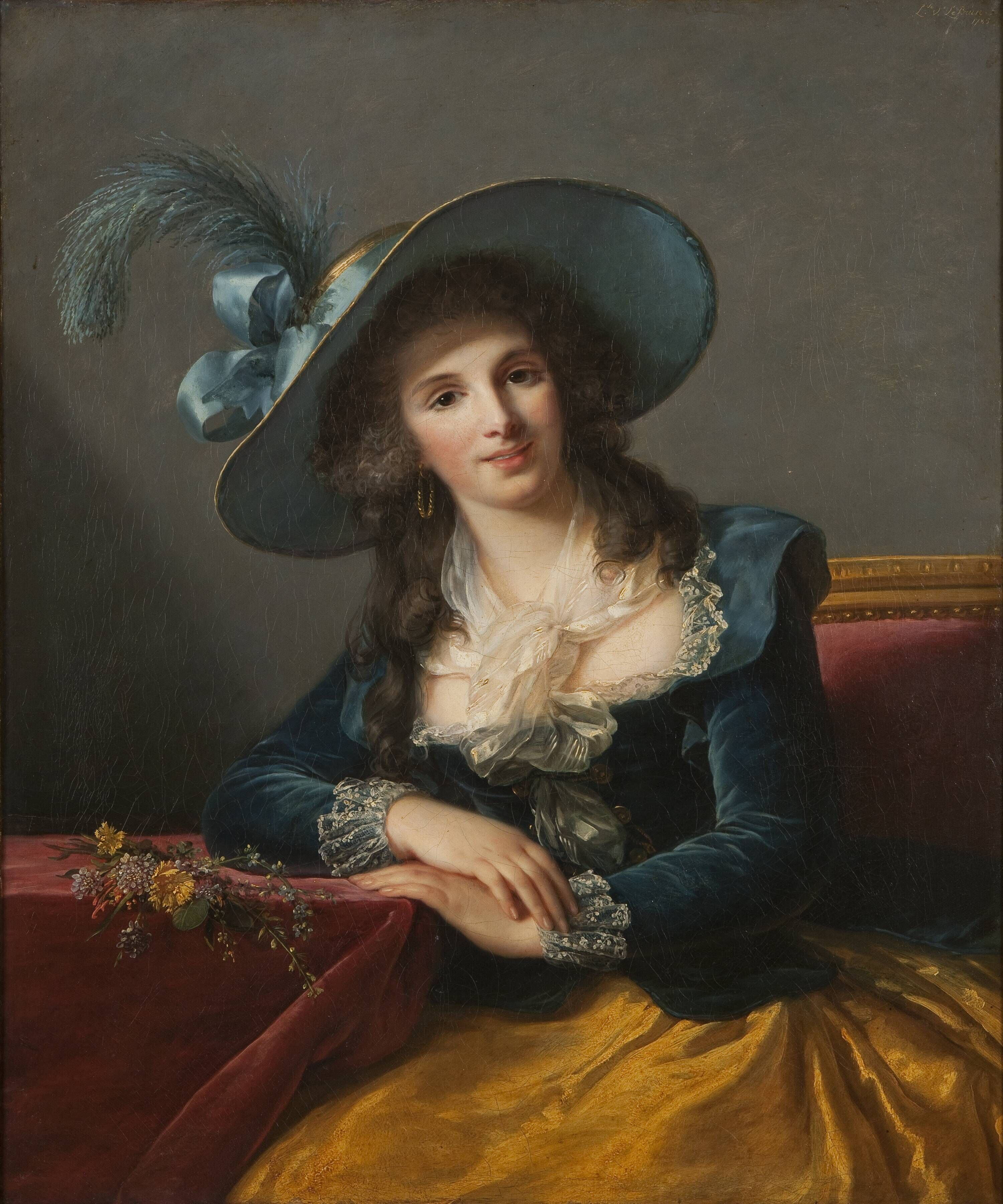
Portrait d’Antoinette-Elisabeth-Marie d'Aguesseau, comtesse de Ségur (1756-1828), par Élisabeth Vigée Le Brun.

Il se marie le 30 avril 1777 à Paris avec Antoinette Élisabeth Marie d'Aguesseau, fille de Jean-Baptiste Paulin d'Aguesseau de Fresnes et Marie-Geneviève-Rosalie le Bret, et petite-fille du chancelier Henri François d'Aguesseau et de Cardin Lebret. De ce mariage naissent deux fils et une fille : 
- Philippe de Ségur, général et historien.
- Octave de Ségur, marié le 3 mars 1797 à Marie Félicité Henriette d'Aguesseau, dont le fils Eugène épouse en 1819 Sophie Rostopchine, comtesse de Ségur.
- Louise Antoinette Pauline, Laure de Ségur, née le 11 avril 1778, décédée à Paris le 16 juillet 1812, à l'âge de trente-quatre ans. Elle se marie en 1799 avec Louis, Auguste Claude Vallet de Villeneuve (1779-1837), petit-neveu de Madame Dupin, trésorier de la ville de Paris.

## Honneurs
- Grand-croix de l'ordre du Christ

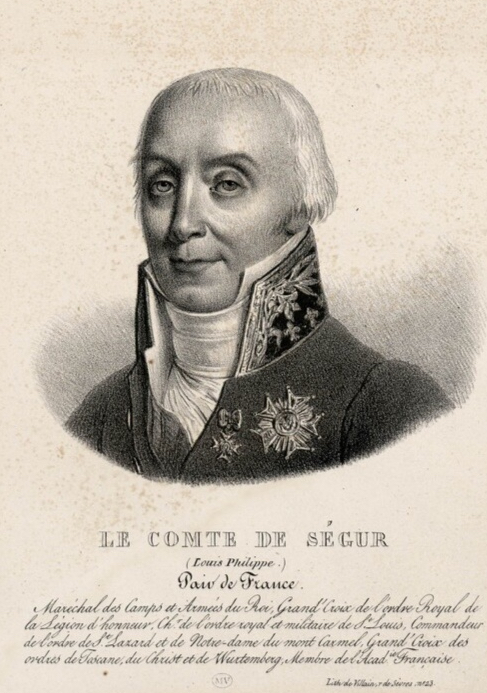
Louis Philippe de Ségur, pair de France.

- Grand-croix de la Légion d'honneur
- Chevalier de l'ordre de l'Aigle d'or de Wurtemberg
- Chevalier de l'ordre royal et militaire de Saint-Louis

## Œuvres
- Histoire des principaux événements du règne de Fréderic-Guillaume II, 1800
- Pensées politiques, Paris, 1795
- Histoire de France (n vol.), 1824-1834
- Histoire des juifs, 1827
- Mémoires (3 vol.), 1824
- Ses Œuvres complètes en 34 volumes ont été publiées à partir de 1824[6].